# Gunhilda słowiańska
Gunhilda (ur. przed 1017, zm. po 1045) – księżniczka słowiańska, córka księcia Wyrtgeorna i Świętosławy duńskiej, siostry króla Anglii Kanuta Wielkiego.

## Życiorys
W 1029 Gunhilda została wydana za mąż za jarla Lade i earla Worcester Haakona Eirikssona, syna Eryka z Lade i Gydy duńskiej, przyrodniej siostry matki Gunhildy. Mąż księżniczki zmarł krótko po ślubie w 1029 lub 1030, płynąc do Anglii po swoją małżonkę. Z małżeństwa Gunhildy i Haakona pochodziła córka Botylda, żona jarla duńskiego Ulfa. Po śmierci pierwszego męża Gunhilda wyszła około 1031 ponownie za mąż za hrabiego angielskiego Haralda Thorkelssona, syna earla Anglii Wschodniej Thorkella Wysokiego. Z tego związku narodziło się dwóch synów: Haakon i Harald. Drugi mąż Gunhildy zmarł w 1043. W 1044 wdowa po Haraldzie została wygnana z Anglii wraz z dwoma synami.